# Wildenfels
Wildenfels è una città di 3 556 abitanti della Sassonia, in Germania.
Appartiene al circondario di Zwickau.